# San Agustín (José Juárez)
San Agustín es una obra de José Juárez realizada en el periodo virreinal, a mediados del siglo XVII, se conserva en el Museo Soumaya de la Ciudad de México.

## Contexto
El periodo virreinal fue una época muy rica en arte: pinturas, platería, arte plumario, textiles, tallado en madera y en marfil, etc. La mayoría de las piezas tienen un discurso religioso: la vida de Jesucristo, santos y vírgenes.
José Juárez tuvo el legado artístico de su padre, Luis Juárez y se hizo cargo del taller familiar, en el cual se acostumbraba un estilo tradicional, esto puso en conflicto a José ya que tuvo que debatirse entre tradición y modernidad, eligiendo la primera para conservar a la clientela.

## Descripción
La obra nos muestra a un San Agustín, (santo, padre y doctor de la Iglesia católica) mayor, contemplando a la Virgen María y a Cristo. Juárez modela al personaje haciendo uso del claroscuro tenebrista, claramente influenciado por la escuela sevillana.